# Олівейра (Барселуш)
Олівейра (порт. Oliveira; МФА: [o.ɫi.ˈvɐj.ɾɐ]) — парафія в Португалії, у муніципалітеті Барселуш. Розташована в північно-західній частині країни, на теренах історичної португальської провінції Дору-Міню. Входить до складу округу Брага. За адміністративним поділом, чинним до 1976 року, терени парафії були складовою провінції Міню. Належить до Бразької архідіоцезії Католицької церкви. Патрон — свята Евлалія. Площа — 5,4577 км². Населення — 1004 ос. (2011). Слабо урбанізований регіон. Густота населення — 183,96 осіб/км²
. Код — 030254.

## Населення
| Кількість мешканців | Кількість мешканців | Кількість мешканців | Кількість мешканців | Кількість мешканців | Кількість мешканців | Кількість мешканців | Кількість мешканців | Кількість мешканців | Кількість мешканців | Кількість мешканців | Кількість мешканців | Кількість мешканців | Кількість мешканців | Кількість мешканців |
| ------------------- | ------------------- | ------------------- | ------------------- | ------------------- | ------------------- | ------------------- | ------------------- | ------------------- | ------------------- | ------------------- | ------------------- | ------------------- | ------------------- | ------------------- |
| 1864                | 1878                | 1890                | 1900                | 1911                | 1920                | 1930                | 1940                | 1950                | 1960                | 1970                | 1981                | 1991                | 2001                | 2011                |
| 618                 | 576                 | 602                 | 632                 | 633                 | 625                 | 739                 | 747                 | 847                 | 810                 | 744                 | 909                 | 904                 | 1 038               | 1 004               |